# Thomas Schmidt (Theatermanager)
Thomas Schmidt (* 1965) ist ein deutscher Theatermanager und Hochschullehrer.

## Leben und Wirken
Thomas Schmidt studierte Literatur, Sprachen und Wirtschaftswissenschaften. Anschließend arbeitete er zunächst in der Entwicklungspolitik und war im Zuge dessen unter anderem in Westafrika und auf Mauritius tätig. Zwischen 1999 und 2003 war er für den internationalen Bereich in der KfW-Niederlassung in Berlin verantwortlich und kümmerte sich dort unter anderem um politische Kommunikation.
Im Jahr 2003 etablierte er das freie und privat finanzierte Neue Schauspiel Erfurt, wo er auch als Produzent und Dramaturg tätig war und Texte für fünf Uraufführungen verfasste. Ebenfalls im Jahr 2003 folgte die Berufung als Geschäftsführender Direktor an das Deutsche Nationaltheater Weimar, das er gemeinsam mit dem Intendanten Stephan Märki leitete. In dieser Funktion wirkte er maßgeblich an der Umsetzung des Weimarer Modell und der Umwandlung in ein Staatstheater mit. Im Jahr 2012 wurde Schmidt Interimsintendant.
Schmidt unterrichtete zusätzlich ab 2003 an der Hochschule für Musik Franz Liszt Weimar die Fächer Theatermanagement und Strategisches Controlling. Seit 2011 leitet er als Professor den Masterstudiengang „Theater- und Orchestermanagement“ an der Hochschule für Musik und Darstellende Kunst Frankfurt am Main und unterrichtet die Fächer Theatermanagement, Spielplanung, Drama/Dramaturgie, Kulturpolitik und Kulturtheorie.
Im Jahr 2014 war Schmidt als Gastprofessor an der Harvard University tätig. Außerdem engagiert er sich als ehrenamtlicher Berater und Mitglied des Vorstands im Ensemble-Netzwerk e.V. Er ist Mitglied im Vorstand der Hessischen Theaterakademie, der Shakespeare- und der Dramaturgischen Gesellschaft und berät zusätzlich Theatermanager und Intendanten. Er wurde promoviert mit der Schrift „Die Regeln des Spiels. Programm und Spielplan-Gestaltung im Theater“.

## Forschungsschwerpunkte
Schmidt fokussiert sich in seiner Arbeit auf die Ausbildung von Nachwuchs in den Leitungsebenen der deutschen Theater. Außerdem entwickelt er Thesen für die Reform des deutschen Theatersystems und die Reorganisation der öffentlichen Theater. In diesem Rahmen entstanden zahlreiche Veröffentlichungen in Form von Büchern und Artikeln.

## Publikationen
- Theatermanagement. Eine Einführung, Springer VS, Wiesbaden 2012, ISBN 978-3-531-18369-5
- als Hrsg.: Recherchen in einem Theaterland. Die sechzehn Theater- und Orchestersysteme der Bundesrepublik Deutschland im Vergleich, ConBrio Verlag, Regensburg 2013, ISBN 978-3-940768-41-4
- Theater, Krise und Reform. Eine Kritik des deutschen Theatersystems, Springer VS, Wiesbaden 2017, ISBN 978-3-658-02910-4
- Elemente des deutschen Theatersystems, Springer VS, Wiesbaden 2018, ISBN 978-3-658-21001-4
- Die Regeln des Spiels. Programm und Spielplangestaltung im Theater, Dissertation, Springer VS, Wiesbaden 2019, ISBN 978-3-658-25787-3
- Macht und Struktur. Asymmetrien der Macht am Theater, Springer VS, Wiesbaden 2019, ISBN 978-3-658-26450-5